# Riedelomyia chionopus
Riedelomyia chionopus är en tvåvingeart som beskrevs av Alexander 1949. Riedelomyia chionopus ingår i släktet Riedelomyia och familjen småharkrankar. Inga underarter finns listade i Catalogue of Life.